# Sparschrank

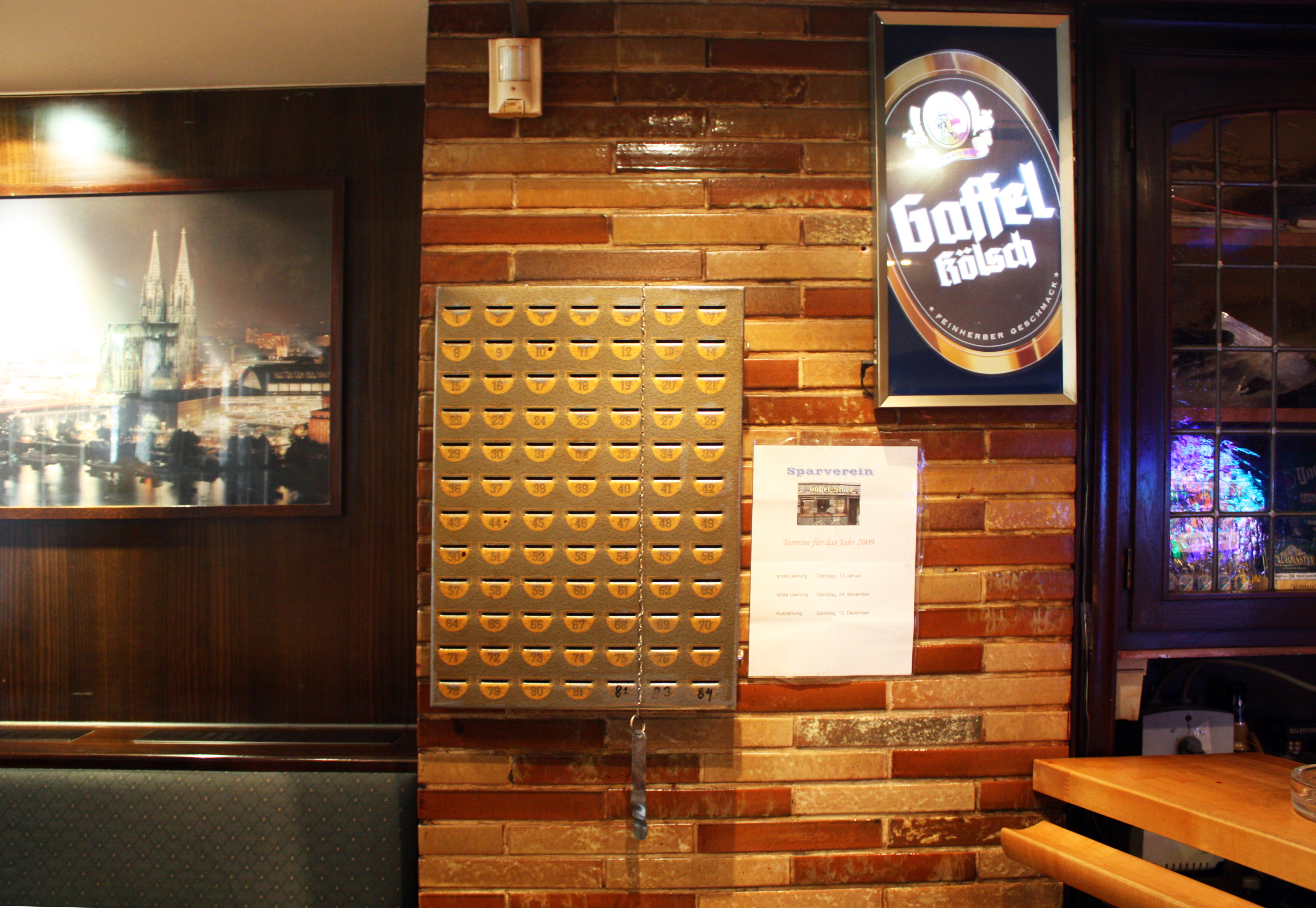
Sparschrank in der Kölner Gaffelklause

Ein Sparschrank – auch Gemeinschaftssparschrank, Sparkasten oder Sparkästchen, in Österreich auch Sparvereinskasten – ist eine mit mehreren Geldeinwurfschlitzen ausgestattete, große und robuste Spardose zur Wandbefestigung. Jeder der nummerierten oder beschrifteten Schlitze führt zu einem eigenen Sparfach für Münz- oder Papiergeld. Sparkästen werden in Gaststätten an einer Wand angebracht und dienen dem geselligen „Club-“ oder „Vereinssparen“ einer festen Gruppe von Sparern. Aus Sicht von Geldinstituten gehörten Sparschränke früher zu den von ihnen bereitgestellten Kleinspareinrichtungen, während Spargemeinschaften die Schränke heute selbst beschaffen und unterhalten müssen.

## Geschichte

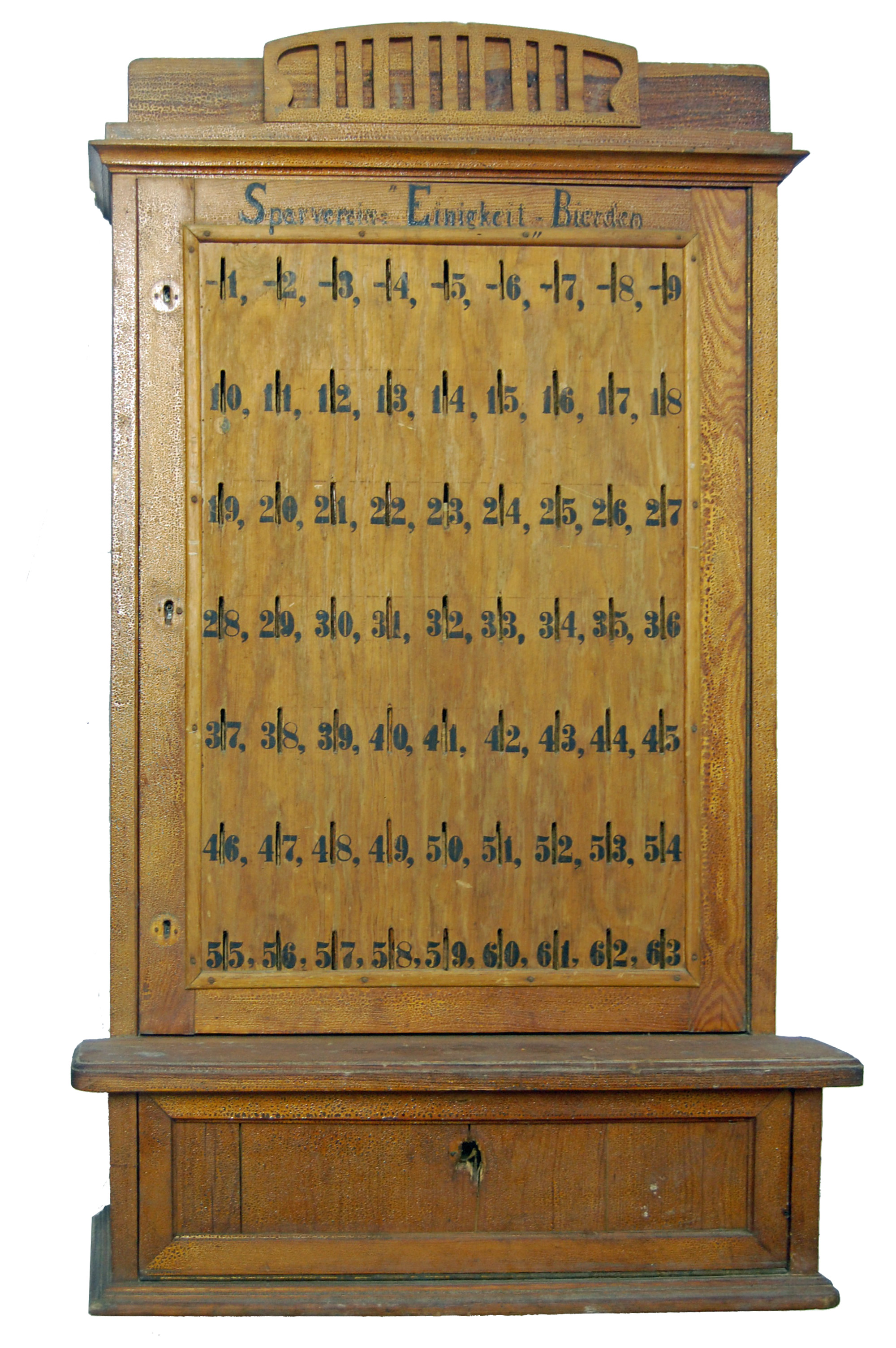
Holzsparschrank aus Achim

Als Vorläufer der Sparkästen für das gemeinsame Sparen gelten Spardosen mit Einwurfschlitzen für mehrere Familienmitglieder, zum Beispiel in Form einer Buchkassette mit vier Einwürfen, wie sie in den 1890er Jahren erstmals aufkamen. Der Bedarf nach größeren Behältern mit zahlreicheren Sparfächern entstand mit der Idee des Gemeinschaftssparens, etwa in Schulen, Clubs oder Sparvereinen. Letztere sind in Deutschland ab dem Jahr 1847 verzeichnet. Ab wann derartige Gruppen gemeinsame Spardosen oder -schränke verwendeten, ist heute nicht mehr bekannt. Ein Unternehmen, das noch 2016 Sparschränke aus Stahlblech herstellt, nimmt für sich deren Einführung ab dem Jahr 1922 in Anspruch: Die zunächst in Berlin und heute in Meldorf ansässige Firma wurde in jenem Jahr für die Sparschrank-Produktion gegründet.
Allerdings gibt es mindestens eine frühere Erwähnung eines Sparkastens: Seidel/Müller berichten in ihrem bereits 1913 erschienenen Aufsatz über Maßnahmen zur Förderung des Kleinsparens von der Patentierung eines Sparkastens durch Pastor Flügge in Greiz. Der Blechkasten diente der erleichterten Abwicklung des Schulsparens, für das ein Lehrer von den Kindern seiner Klasse ansonsten wöchentlich Barbeträge einsammeln und auf ein Sparbuch einzahlen musste. Flügges Kästen waren mit 21, 32 oder 40 Fächern erhältlich, vor denen auf angebrachten Querleisten die Namen der sparenden Kinder geschrieben waren. Sie wiesen je ein Einwurfsloch und einen Schlitz für jedes Fach auf und waren durch einen doppelt verschließbaren Deckel gesichert, wobei einen Schlüssel der Lehrer und den anderen eine weitere Person, z. B. ein beauftragter Schüler, erhielt. Die Kästen wurden, je nach Größe, zu Preisen von 13,50, 18,- oder 20,75 Reichsmark vertrieben. Seidel/Müller machen keine Angaben, ob der Kasten stehend oder hängend platziert wurde.

### Sparclubs und Sparvereine
Nach einer dem Ersten Weltkrieg folgenden Konjunktur des Vereinssparens kam es während des Zweiten Weltkrieges fast vollständig zum Erliegen. In der dem Krieg folgenden Blütezeit des Vereinsparens nach der Währungsreform 1948 (Westdeutschland), in der viele Sparclubs neu- oder wiedergegründet wurden, unterstützten viele Banken und Sparkassen das Gemeinschaftssparen im Rahmen der Sparförderung und der Akquise weniger vermögender Privatleute, die bis dahin kaum zu ihrem Kundenkreis gehörten. Die Geldinstitute bewarben in diesem Zusammenhang die Aufstellung von Sparschränken in Geschäfts- und Gasträumen. Sie wirkten bei der Gründung örtlicher Vereine mit und stellten neben anderen Sach- und Beratungsdienstleistungen auch den Sparschrank, versehen mit einem werbewirksamen Aufdruck des jeweiligen Instituts, kostenlos zur Verfügung. Neben Sparformen wie Sparmarken, Gewinnsparen und dem Schulsparen zählte das Schranksparverfahren damit aus Sicht der Banken zu den Kleinspareinrichtungen.
Der Schrank fungierte als Blickfang für den zukünftigen Sparer, als „stummer, aber unermüdlicher und kostenloser Werber“. Die Größenordnung der Sparvereine wuchs rapide: Förderten 1950 noch 143 Sparkassen das Vereinssparen, wobei der Umsatz bei 14,08 Millionen Deutsche Mark lag, waren es zwei Jahre darauf bereits 333 Sparkassen mit einem Umsatz von 49,23 Millionen Mark.
In den Jahren nach dem Zweiten Weltkrieg versuchten einige Banken, Sparschränke auch ohne Gründung von Sparvereinen aufzustellen. Die Verwaltung der Schränke übernahmen die Institute selbst; Kunden der Geschäfte am Aufstellort hinterlegten dort ohne Verpflichtung unterschiedlich hohe Sparbeträge, etwa das Wechselgeld nach einem Einkauf. Der dadurch entstehende Aufwand und die Kosten für die Führung von Einzelkonten hielten dem Vergleich mit Sparvereinen nicht Stand, weshalb die Banken diesen Vertriebsweg bald wieder aufgaben.

#### Rückzug der Banken
In den 1980er und 1990er Jahren erfolgte ein langsamer Rückzug der Institute aus der Förderung des Gemeinschaftssparens. Weil das Geschäft mit den Kleinsparern nicht mehr rentabel erschien, reduzierte sich das Engagement der Banken in Bezug auf die materielle und persönliche Unterstützung des Vereinssparens: Schließlich wurden auch keine Sparschränke mehr zur Verfügung gestellt. Die Organisation und die Beschaffung von Sparschränken und anderen Hilfsmitteln müssen die Spargemeinschaften seitdem selbständig abwickeln. Dennoch hängen Sparschränke auch heute noch in vielen Gaststätten, und sie werden auch genutzt. Der in Meldorf ansässige, größte Hersteller von Sparschränken in Deutschland, Nordia, hat zwischen 1922 und 2009 über 800.000 der Kästen hergestellt, von denen nach Unternehmensangaben noch mindestens 250.000 im Einsatz sind. 2016 wurde die Produktion eingestellt. Ein weiterer Hersteller aus Köln verkauft nach eigenen Angaben konstant rund 400 Sparkästen pro Jahr.

## Aussehen und Funktion

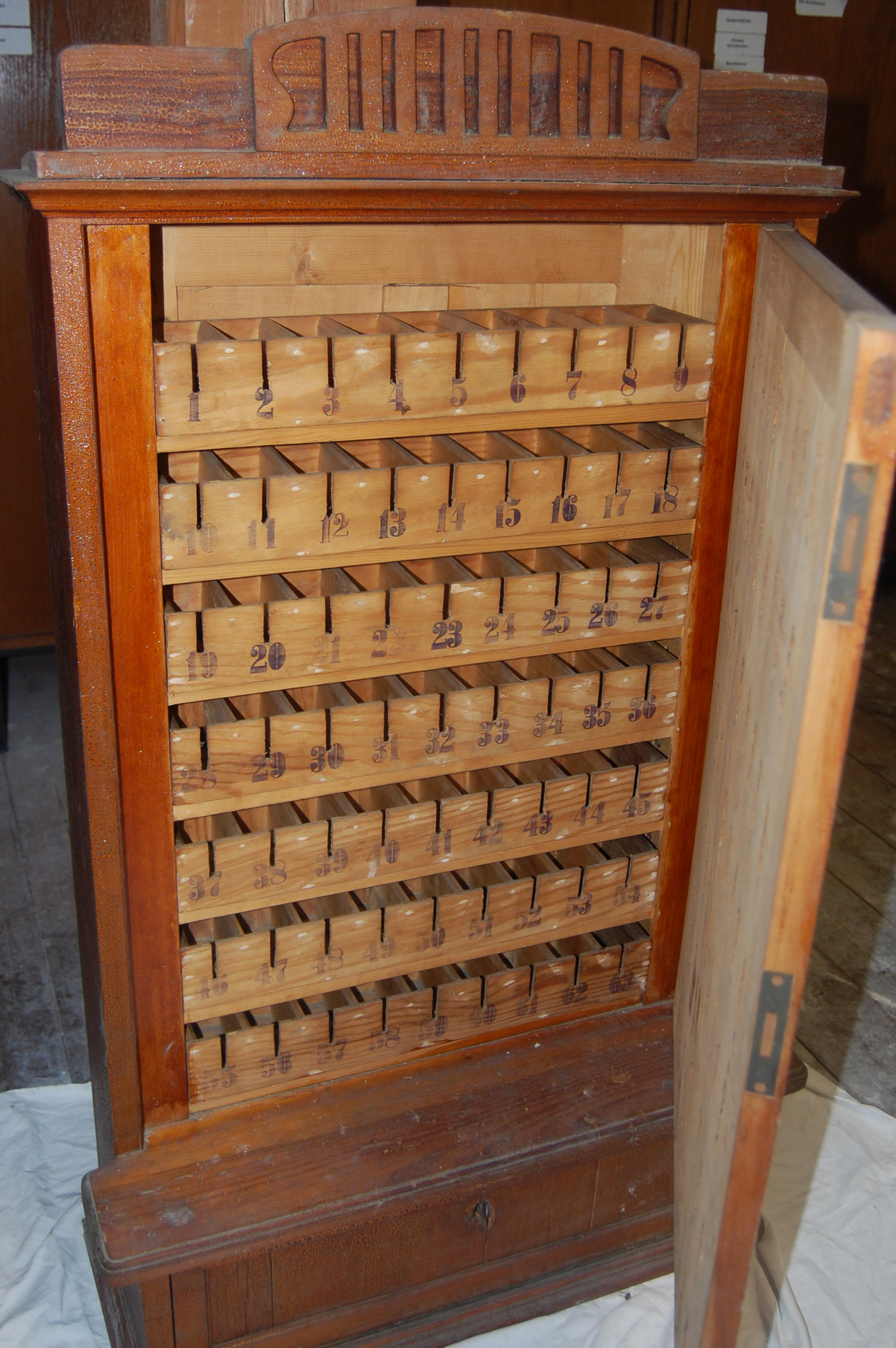
Geöffneter Sparschrank „Einigkeit-Bierden“ mit Sparfächern

Ein Sparschrank ist üblicherweise ein rechteckiger Blechkasten von acht bis zehn Zentimeter Tiefe. Breite und Höhe sind abhängig von der Anzahl der Sparfächer: Das verbreitete Modell „Nordia-Sesam“ etwa ist in Größen zwischen 19,5 × 19,2 Zentimeter (Zwölf Sparfächer) und 56,8 × 64,4 cm (132 Fächer) erhältlich. Neben den Metallschränken sind einige frühe Exemplare aus Holz noch heute erhalten, so beispielsweise ein Schrank aus dem niedersächsischen Achim aus den 1930er Jahren.
Ein Sparschrank verfügt für jedes seiner Sparfächer über einen typischerweise waagerechten Schlitz, in den Münzgeld und gefaltete Banknoten geschoben werden können. Dahinter befinden sich separate Sparfächer aus Metall oder Kunststoff. Beim Kasten kann ein spachtelähnlicher Schieber angebracht sein, mit dem Banknoten in den Schlitz gedrückt werden können; er ist meist mit einer Kette befestigt, um ihn vor Verlust zu schützen. Die Schlitze sind nummeriert oder mit kleinen Fenstern für Namensschilder versehen. Oft werden auch beide Formen der Kennzeichnung gleichzeitig genutzt. Wo keine Sichtfenster für Namensschilder vorhanden sind, kleben Sparer in einigen Fällen Etiketten auf den Schrank, wenn eine namentliche Beschriftung der Fächer gewünscht ist.
Die Metallschränke waren früher meist in Braun- oder Grautönen lackiert; oft mit einer Hammerschlag-Oberfläche. Modernere Schränke sind im Spritz- oder Tauchlackverfahren lackiert in vielen Farben erhältlich.
Einige Sparschränke verfügen über ein aufgesetztes Schild oder einen Blendgiebel an ihrer Oberseite. Darauf sind Bezeichnung und Logo des ausgebenden Bankinstituts oder des jeweiligen Sparvereins angebracht.
Zum Schutz vor Diebstahl lassen sich Sparschränke mehrfach fest in der Wand verdübeln. Die Frontplatte kann zum Entleeren des Schrankes mittels Scharnieren ganz geöffnet werden. Sie ist meist mit zwei verschiedenen Schlössern gesichert. So soll im Sinne des Vier-Augen-Prinzips gewährleistet werden, dass der Schrank nur von zwei Personen gleichzeitig geöffnet werden kann, die jeweils einen Schlüssel besitzen.

## Nutzung

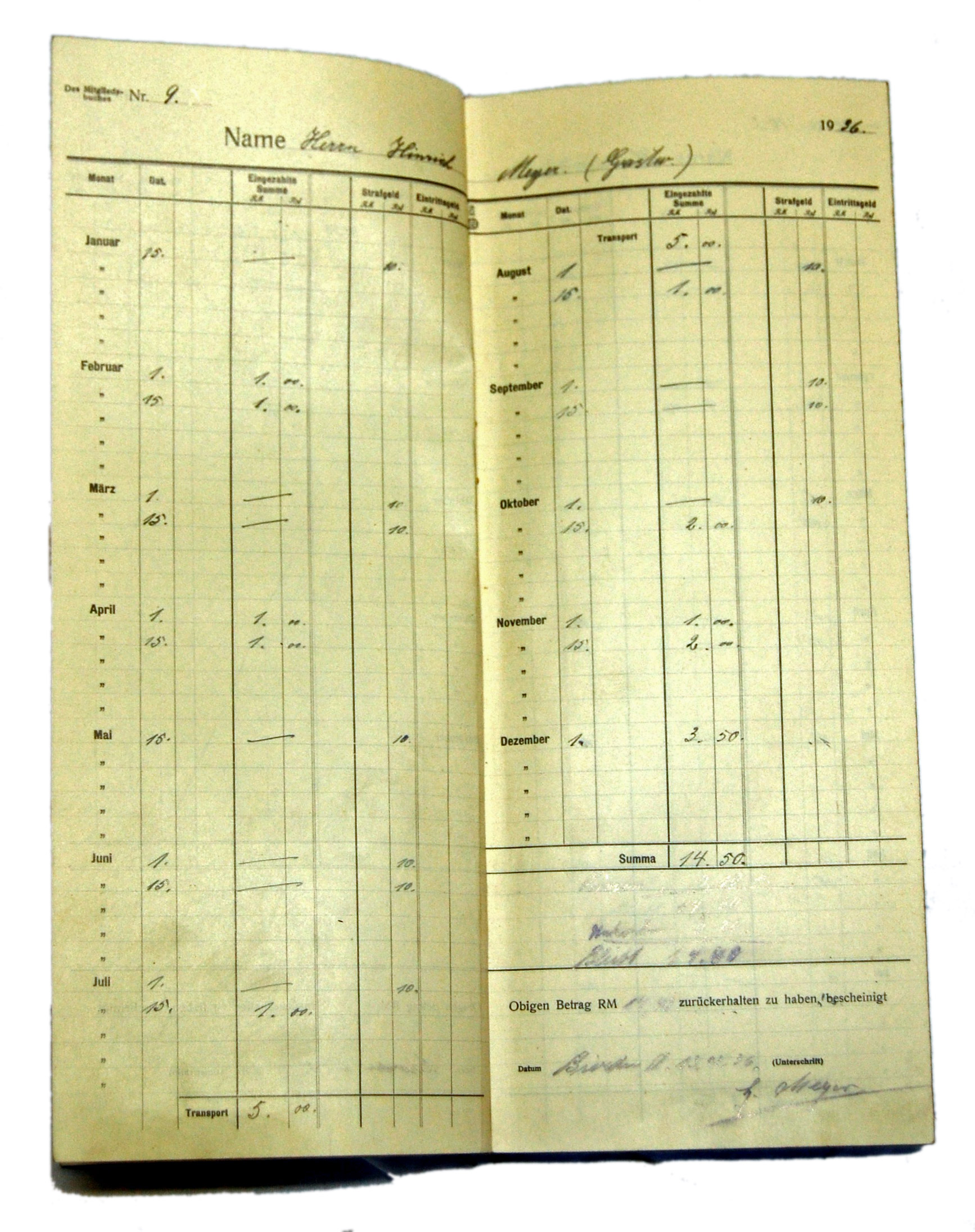
Kassenbuch „Einigkeit-Bierden“ aus dem Jahr 1936

Heute hängen Sparschränke beinahe ausschließlich in Gaststätten und Kneipen, wo sie von Spargemeinschaften, Sparklubs und Sparvereinen genutzt werden. Die verschiedenen Bezeichnungen werden dabei synonym verwendet. Grundlage der Spartätigkeit ist eine am geselligen Zusammensein und weniger am Vermögensaufbau orientierte Motivation, die in den gemeinsamen Aktivitäten der Gruppen ihren Ausdruck findet. Die Mitglieder der Spargemeinschaft verpflichten sich, in den Sparschrank regelmäßig mindestens einen festgelegten Geldbetrag zu stecken. Dass dies bei einem Besuch der Gaststätte bei Konsum von Speisen und Getränken in Gesellschaft anderer Klubmitglieder geschehen soll, ist zwar nicht festgelegt, aber durchaus beabsichtigt. Versäumte Einzahlungen können mit Konsequenzen, etwa Strafzahlungen, belegt sein. In regelmäßigen Abständen wird der Sparschrank von einem oder zwei festgelegten Kassierern geöffnet. Alle Sparfächer werden geleert, der Inhalt gezählt, verbucht und auf ein Bankkonto eingezahlt.
Am Ende eines Sparjahres findet die Auszahlung der Spareinlagen in einem festlichen, mit unterschiedlichen Traditionen belegten Rahmen statt.

## Der Sparschrank als Corpus Delicti
Sowohl die Bargeldbestände im Sparschrank als auch die Konten der Spargemeinschaften waren und sind manchmal kriminellen Zugriffen ausgesetzt. So sind die Schränke bei Einbrüchen in Gaststätten bevorzugtes Ziel von Dieben, die den Schrank öffnen oder gar mitnehmen, um sich des enthaltenen Bargeldes zu bemächtigen.  Die robusten Behälter besitzen keine mit einem Tresor vergleichbare Materialstärke, so dass Aufbrüche die typische Folge eines Einbruchs sind. Viele Sparkästen tragen aber eine Seriennummer, um sie bei Auffinden von Diebesgut zuordnen zu können. Die Sparvereine oder der Gastwirt können das Risiko eines Einbruchs durch Abschluss einer Versicherung absichern.
Ein krimineller „Klassiker“ ist der Fall des „durchgebrannten Kassierers“, also die Unterschlagung von Geldern durch Funktionäre des Sparclubs. Obwohl die meisten Spargemeinschaften vor derartigen Totalverlusten verschont bleiben, gibt es immer wieder Berichte über Kassierer, die der Versuchung des Zugriffs auf fünfstellige Geldbeträge nicht widerstehen können und sich an den Sparbeständen vergreifen. Das von vielen Vereinen angewandte Vier-Augen-Prinzip, also die Beauftragung von zwei Kassierern, die nur gemeinsam handlungsfähig sind, soll derartige Vorfälle ausschließen.